# Enteral
Mit dem Begriff enteral (gr. έντερον énteron „Darm“, „Eingeweide“) bezeichnet man in der Medizin die Zufuhr oder den Verlust von Medikamenten oder Nahrungsmitteln, von Elektrolyten oder Spurenelementen über den Darm.
Nach der Leitlinie der Deutschen Gesellschaft für Ernährungsmedizin (DGEM) bezieht sich enterale Ernährung auf Nahrungsverabreichung „distal der Mundhöhle über eine Sonde oder über ein Jejunostoma unter Verwendung des Darmtrakts.“ Die orale Nahrungssupplementation gehört deshalb nicht dazu.
Der enteralen Gabe von Medikamenten steht die parenterale Verabreichung gegenüber, die unter Umgehung des Magen-Darm-Kanals (etwa als intravenöse, intramuskuläre, subkutane oder inhalative Gabe) erfolgt.